# Victoire de la musique
Victoire de la musique är ett årligt franskt musikpris som delas ut av den franska musikbranschen.

## Tidigare vinnare

### Årets manliga artist
- 1985: Michel Jonasz
- 1986: Jean-Jacques Goldman
- 1987: Johnny Hallyday
- 1988: Claude Nougaro
- 1990: Francis Cabrel
- 1991: Michel Sardou
- 1992: Patrick Bruel
- 1993: Alain Bashung
- 1994: Alain Souchon
- 1995: MC Solaar
- 1996: Maxime Le Forestier
- 1997: Charles Aznavour
- 1998: Florent Pagny
- 1999: Alain Bashung
- 2000: -M-

### Årets manliga grupp eller artist
- 2001: Henri Salvador
- 2002: Gérald de Palmas
- 2003: Renaud
- 2004: Calogero
- 2005: -M-
- 2006: Raphael
- 2007: Bénabar
- 2008: Abd Al Malik
- 2009: Alain Bashung

### Årets kvinnliga artist
- 1985: Jeanne Mas
- 1986: Catherine Lara
- 1987: France Gall
- 1988: Mylène Farmer
- 1990: Vanessa Paradis
- 1991: Patricia Kaas
- 1992: Jane Birkin
- 1993: Véronique Sanson
- 1994: Barbara
- 1995: Enzo Enzo
- 1996: Véronique Sanson
- 1997: Barbara
- 1998: Zazie
- 1999: Axelle Red
- 2000: Natacha Atlas

### Årets kvinnliga grupp eller artist
- 2001: Hélène Ségara
- 2002: Zazie
- 2003: Lynda Lemay
- 2004: Carla Bruni
- 2005: Françoise Hardy
- 2006: Juliette
- 2007: Olivia Ruiz
- 2008: Vanessa Paradis
- 2009: Camille

### Nykomlingar
Révélation på franska.

#### Årets popnykomling
- 1985: Jeanne Mas
- 1986: Gold

#### Årets kvinnliga nykomling
- 1987: Guesch Patti
- 1988: Patricia Kaas
- 1990: Corinne Hermes
- 1991: Liane Foly
- 1992: Jil Caplan
- 1993: Zazie
- 1994: Nina Morato
- 1995: Rachel Des Bois
- 1996: Stephend

#### Årets manliga nykomling
- 1987: L'Affaire Louis Trio
- 1988: Florent Pagny
- 1990: Philippe Lafontaine
- 1991: Art Mengo
- 1992: Nilda Fernandez
- 1993: Arthur H
- 1994: Thomas Fersen
- 1995: Gérald de Palmas
- 1996: Ménélik

#### Årets nykomling, band
- 1994: Native
- 1995: Sinclair
- 1996: Alliance Ethnik

#### Årets nykomlingar
- 1997: Juliette
- 1998: Lara Fabian
- 1999: Faudel
- 2000: 113
- 2001: Isabelle Boulay
- 2002: Aston Villa
- 2003: Natasha Saint-Pier
- 2004: Kyo

#### Årets livenykomling
- 2001: Saint-Germain
- 2002: Le Peuple de l'Herbe
- 2003: Sanseverino
- 2004: Kyo
- 2005: La Grande Sophie
- 2006: Camille
- 2007: Grand Corps Malade
- 2008: Renan Luce
- 2009: BB Brunes

#### Årets populäraste nykomling
- 2006: Amel Bent
- 2007: Miss Dominique
- 2008: Christophe Maé
- 2009: Sefyu

#### Årets debutalbum
- 2001: Mieux qu'ici bas av Isabelle Boulay
- 2002: Rose Kennedy av Benjamin Biolay
- 2003: Vincent Delerm av Vincent Delerm
- 2004: Le Chemin av Kyo
- 2005: Crèvecœur av Daniel Darc och Le rêve ou la vie av Ridan
- 2006: Le Fil av Camille
- 2007: Midi 20 av Grand Corps Malade
- 2008: Repenti av Renan Luce
- 2009: Ersatz av Julien Doré

### Årets album

#### Årets album
- 1987: The No Comprendo av Rita Mitsouko
- 1988: Nougayork av Claude Nougaro
- 1990: Sarbacane av Francis Cabrel
- 1991: Nickel av Alain Souchon
- 1992: Sheller en solitaire av William Sheller
- 1993: Caché derrière av Laurent Voulzy
- 1994:  Rio Grande av Eddy Mitchell
- 1995: Samedi soir sur la Terre av Francis Cabrel
- 1996: Défoule sentimentale av Alain Souchon
- 1997: Mr Eddy av Eddy Mitchell
- 1998: L'École du micro d'argent av IAM

#### Årets pop/rock-album
- 1999: Fantaisie Militaire av Alain Bashung
- 2000: Sang pour sang av Johnny Hallyday
- 2001: Chambre avec vue av Henri Salvador

#### Årets popalbum
- 2002: Avril av Laurent Voulzy

Album de chansons/variétés de l'année
- 2003: Boucan d'enfer av Renaud
- 2004: Les Risques du Métier av Bénabar
- 2005: Qui de nous deux av -M-
- 2006: Caravane av Raphael
- 2007: Le soldat rose by Louis Chedid
- 2008: Divinidylle by Vanessa Paradis
- 2009: Bleu pétrole by Alain Bashung

#### Årets rockalbum
- 2001: Comme on a dit av Louise Attaque
- 2002: Des visages, des figures av Noir Désir

### Årets pop/rock-album
- 2003: Paradize av Indochine
- 2004: Tu vas pas mourir de rire av Mickey 3D
- 2005: French bazaar av Arno Hintjens
- 2006: A plus tard crocodile av Louise Attaque
- 2007: Wow by Superbus
- 2008: L'Invitation by Étienne Daho
- 2009: L'Homme du monde by Arthur H

#### Årets album, traditionell musik
- 1992: Nouvelles polyphonies corses
- 1994: Renaud cante el Nord av Renaud
- 1995: Polyphonies av Voce Di Corsica
- 1996: Dan Ar Braz et les 50 musiciens de l'Héritage des Celtes en concert av Dan Ar Braz och l'Héritage des Celtes
- 1997: I Muvrini à Bercy av I Muvrini

#### Årets folk- eller världsmusikalbum
- 1998: Finisterres av Dan Ar Braz och l'Héritage des Celtes
- 1999: Clandestino av Manu Chao
- 2000: Café Atlantico av Cesaria Evora
- 2001: Made in Medina av Rachid Taha
- 2002: Proxima estacion?Esperanza av Manu Chao

#### Årets rap/groove-album
- 1999: Panique Celtique av Manau

#### Årets rap, reggae eller groove-album
- 2000: Les Princes de la ville av 113
- 2001: J'fais c'que j'veux av Pierpoljak

#### Årets rap/hiphop-album
- 2002: X raisons av Saïan Supa Crew
- 2003: Solitaire av Doc Gynéco
- 2004: Brut de femme av Diam's

#### Årets rap/hiphop/R&B-album
- 2005: 16/9 av Nâdiya

#### Årets rap/ragga/hip-hop/R&B-album
- 2006: Les Histoires extraordinaires d'un jeune de banlieue - Disiz la peste

#### Årets reggae/ragga-album
- 2002: The Real Don av Lord Kossity

#### Årets reggae/ragga/världsmusik-album
- 2003: Umani av I Muvrini och Francafrique av Tiken Jah Fakoly
- 2004: Voz d'amor de Cesaria Evora
- 2005: Dimanche à Bamako av Amadou & Mariam

#### Årets världsmusikalbum
- 2006: Mesk Elil - Souad Massi
- 2007: Canta av Agnès Jaoui
- 2008: Yael Naim av Yael Naim
- 2009: Tchamantché av Rokia Traoré

#### Årets album, elektronika
- 1998: 30 av Laurent Garnier
- 1999: Moon Safari  av Air
- 2000: Trabendo av Les Négresses Vertes
- 2001: Tourist av Saint-Germain
- 2002: Modjo av Modjo
- 2003: La Revencha del Tango av Gotan Project
- 2004: Émilie Simon av Émilie Simon
- 2005: Talkie Walkie av Air
- 2006: Animal sophistiqué - Bumcello
- 2007: Végétal av Émilie Simon
- 2008: † av Justice

#### Årets originalsoundtrack
- 1985: Subway - Eric Serra
- 1986: 37°2 le Matin - Gabriel Yared
- 1987: Manon des Sources - Jean-Claude Petit
- 1988: Le Grand Bleu - Eric Serra
- 1990: Camille Claudel - Gabriel Yared
- 1991: Cyrano de Bergerac - Jean-Claude Petit
- 1992: Delicatessen - Carlos D'Alession
- 1993: L'Amant - Gabriel Yared
- 1994: L'Ecrivain public - William Sheller
- 1995: Léon - Eric Serra
- 1996: Un Indien dans la Ville - K.O.D.
- 1997: Microcosmos, le Peuple de l'Herbe - Bruno Coulais
- 1998: Den engelske patienten - Gabriel Yared
- 1999: Taxi - Akhénaton/Khéops
- 2000: Ma Petite Entreprise - Alain Bashung
- 2001: The Virgin Suicides - Air
- 2002: Le Fabuleux Destin d'Amélie Poulain - Yann Tiersen
- 2004: Good Bye, Lenin! - Yann Tiersen
- 2005: Les Choristes - Bruno Coulais / Christophe Barratier / Philippe Lopes Curval
- 2006: La Marche de l'Empereur - Émilie Simon
- 2007: Ne le dis à personne - -M-
- 2008: Arthur et les Minimoys - Éric Serra

### Årets låt
- 1985: La Boîte de Jazz (författare/kompositör/artist: Michel Jonasz)
- 1986: Belle-île en mer (kompositör/artist: Laurent Voulzy - textförfattare: Alain Souchon)
- 1987: Musulmanes (författare/artist: Michel Sardou - text: Jacques Revaux och Jean-Pierre Bourtayre)
- 1988: Né quelque part (text/artist: Maxime Le Forestier - kompositör: Jean-Pierre Sabar)
- 1990: Quand j'serai KO (text/kompositör/artist: Alain Souchon)
- 1991: Fais-moi une place (kompositör/artist: Julien Clerc - text: Françoise Hardy)
- 1992: Un homme heureux (text/kompositör/artist: William Sheller)
- 1993: Le Chat av Pow woW
- 1994: Foule sentimentale (text/kompositör/artist: Alain Souchon)
- 1995: Juste quelqu'un de bien av Enzo Enzo (text/kompositör/: Kent Cockenstock - arrangör: François Bréant)
- 1996: Pour que tu m'aimes encore av Céline Dion (text/kompositör: Jean-Jacques Goldman - arrangörer: Jean-Jacques Goldman et Eric Benzi)
- 1997: Aicha av Khaled (text, kompositör: Jean-Jacques Goldman)
- 1998: L'Homme pressé av Noir Désir (text/kompositör: Bertrand Cantat / Noir Désir - arrangör: Andy Baker)
- 1999: Belle av Notre Dame de Paris
- 2000: Tomber la chemise av Zebda (text: Magyd Cherfi - kompositör: Zebda)

#### Årets originalskrivna låt
- 2001: L'Envie d'aimer av Daniel Levi (text: Lionel Florence och Patrice Guirao - kompositör: Pascal Obispo - arrangör: Nick Ingman)
- 2002: Sous le vent av Garou (text/kompositör: Jacques Veneruso - arrangörer: Christophe Battaglia och Jacques Veneruso)
- 2003: Manhattan-Kaboul av Renaud och Axelle Red (text: Renaud - kompositör/arrangör: Jean-Pierre Bucolo)
- 2004: Respire av Mickey 3D
- 2005: Si seulement je pouvais lui manquer av Calogero (text: Michel Jourdan/Julie Daime, kompositörer: Calogero/Gioacchino Maurici)
- 2006: Caravane - Raphael
- 2007: "Le dîner" av Bénabar
- 2008: "Double je" av Christophe Willem
- 2009: "Comme un manouche sans guitare" av Thomas Dutronc (text: Thomas Dutronc, kompositör: Thomas Dutronc)

### Årets musikshow och konsert

#### Årets musikshow
- 1985: Julien Clerc på Bercy
- 1986: Jean-Michel Jarre i Houston
- 1987: La Fabuleuse Histoire de Mister Swing av Michel Jonasz
- 1988: La Fabuleuse Histoire de Mister Swing av Michel Jonasz
- 1992: Les Misérables  av Alain Boublil och Claude-Michel Schönberg i Théâtre Mogador
- 1993: Cérémonie d'ouverture et de clôture des Jeux Olympiques d'hiver à Albertville (koreografi: Philippe Découfflé)
- 1994: Starmania på Théâtre Mogador
- 1996: Les Poubelle Boys på Paris Olympia

#### Årets konsert
- 1990: Francis Cabrel på Zénith
- 1991: Johnny Hallyday i Bercy
- 1992: Eddy Mitchell på Casino de Paris
- 1993: Jacques Dutronc på Casino de Paris
- 1994: Johnny Hallyday i Parc des Princes
- 1995: Eddy Mitchell i Bercy, på Casino de Paris, på Paris Olympia och på Zénith
- 1996: Johnny Hallyday i Bercy
- 1998: Sol en si på Casino de Paris

### Årets musikshow, konsert eller turné
- 1999: Notre Dame de Paris på Casino de Paris
- 2000: Je dis aime av -M- på l'Elysée Montmartre och på turné
- 2001: Johnny Hallyday på Eiffel Tour, på Paris Olympia och på turné
- 2002: Henri Salvador på Paris Olympia
- 2003: Christophe på Paris Olympia
- 2004: Fan en tournée av Pascal Obispo
- 2005: -M- på Paris Olympia och på turné
- 2006: Zazie Rodéo tour på Bercy och på turné
- 2007: Olivia Ruiz
- 2008: Michel Polnareff - Ze Tour 2007
- 2009: Alain Bashung - Bleu pétrole tour

### Årets musikvideo
- 1985: Pull Marine av Isabelle Adjani (regissör: Luc Besson)
- 1986: La Ballade de Jim av Alain Souchon (regissör: Philippe Bensoussan)
- 1987: C'est comme ça  av Rita Mitsouko (regissör: Jean-Baptiste Mondino)
- 1988: Là-bas av Jean-Jacques Goldman (regissör: Bernard Schmitt)
- 1990: Casser la voix av Patrick Bruel (regissörer: Joëlle Bouvier och Régis Obadia)
- 1991: Tochem av Vanessa Paradis (regissör: Jean-Baptiste Mondino)
- 1992: Auteuil Neuilly Passy av Les Inconnus (regissörer: Gérard Pullicino och les Inconnus)
- 1993: Osez Joséphine av Alain Bashung (regissör: Jean-Baptiste Mondino)
- 1994: L'Ennemi dans la glace av Alain Chamfort (regissör: Jean-Baptiste Mondino)
- 1995: Nouveau Western av MC Solaar (regissör: Stéphane Sednaoui)
- 1996: Larsen av Zazie (regissör: Philippe Ochré)
- 1997: C'est ça la France av Marc Lavoine (regissör: Sylvain Bergère)
- 1998: Savoir aimer av Florent Pagny (regissör: Sylvain Bergère)
- 1999: La nuit je mens  av Alain Bashung (regissör: Jacques Audiard)
- 2000: Flat Beat av Mr Oizo (regissör: Quentin Dupieux)
- 2001: Am I wrong av Etienne de Crécy (regissör: Geoffrey de Crécy)
- 2002: Le vent nous portera av Noir Désir (regissör: Alexochre Courtes och Jacques Veneruso)
- 2003: Tournent les violons av Jean-Jacques Goldman (regissör: Yannick Saillet)
- 2004: Respire av Mickey 3D
- 2005: Les beaux yeux de Laure av Alain Chamfort (regissör: Bruno Decharme)
- 2006: Est-ce que tu aimes ? av Arthur H och -M-
- 2007: Marly-Gomont av Kamini
- 2008: 1234 av Feist
- 2009: Les limites av Julien Doré (regissör: Fabrice Laffont och Julien Doré)

### Årets musik-DVD
- 2005: Les leçons de musique av -M- (regissör: Emilie Chedid)
- 2006: En images av Noir Désir (regissör: Don Kent)
- 2007: Tryo fête ses dix ans av Tryo
- 2008: Le Soldat Rose av Louis Chedid (director: Jean-Louis Cap)
- 2009: Divinidylle av Vanessa Paradis (directors : Thierry Poiraud - Didier Poiraud).